# Gedragsgenetica
Gedragsgenetica is het wetenschappelijke domein dat de overerving van gedrag onderzoekt. Het wordt vaak in verband gebracht met het nature-nurture-debat en is in die zin ook sterk interdisciplinair door overlappingen met biologie, genetica, ethologie, psychologie en statistiek. Gedragsgenetici bestuderen de overerving van gedragskenmerken, vaak door gebruik te maken van studies van tweelingen of adopties bij mensen en kruisingen, transgenese of gen-knockout-technieken bij dieren. Psychiatrische genetica is een sub-specialiteit van dit domein.

## Geschiedenis

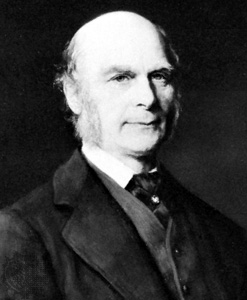
Francis Galton

Francis Galton, een negentiende-eeuwse intellectueel, wordt beschouwd als een van de eerste gedragsgenetici. Hij was de neef van Charles Darwin en deed onderzoek naar de overerving van menselijke vermogens met een focus op mentale eigenschappen alsook op "eminentie" bij nauwe verwanten in de hogere klassen in Engeland. In 1869 publiceerde hij zijn resultaten in Hereditary Genius.
De gedragsgenetica werd stilaan erkend als onderzoeksdiscipline met de publicatie van het boek Behavior Genetics van John L. Fuller en William R. Thompson.
De latere Nobelprijswinnaar Konrad Lorenz wees er bij zijn ethologisch observationeel onderzoek in de dertiger jaren op dat gedrag ten minste gedeeltelijk een erfelijke component heeft. Hij ontleedde gedrag in 'handelingen', die hij Erbkoordination (erbkoordiniertes Verhalten) noemde.
Theodosius Dobzhansky, de eerste voorzitter van het Behavior Genetics Association in 1972, legde grote nadruk op de rol van evolutie in de gedragsgenetica. De Behavior Genetics Association reikt de jaarlijkse Dobzhansky Award uit aan onderzoekers voor hun buitengewone bijdragen aan de discipline. De eerste ontvanger van deze prijs in 1977 was de Nederlandse Amerikaan Steven G. Vandenberg. Dobzhansky's doctoraalstudent Lee Ehrman schreef in de late jaren zestig een aantal invloedrijke artikelen waarin zij het verband beschreef tussen de frequentie van het genotype en paringssucces bij Drosophila.
De eerste Nederlandse gedragsgeneticus was Hans van Abeelen. Dorret Boomsma (Vrije Universiteit) is de huidige voorzitter van de Behavior Genetics Association. Een prominent Vlaams psychiatrisch geneticus is Christine Van Broeckhoven.
De moderne gedragsgenetica oriënteert zich in toenemende mate op de neurowetenschap en als antwoord op deze trend werd in 1996 de International Behavioural and Neural Genetics Society opgericht. Een van de oprichters en de tweede voorzitter van deze vereniging was de Nederlander Wim Crusio.